# Jacob Ondrejka
Jacob Ondrejka (Landskrona, 2002. szeptember 2. –) svéd válogatott labdarúgó, a belga Antwerp csatárja.

## Pályafutása

### Klubcsapatokban
Ondrejka a svédországi Landskrona városában született. Az ifjúsági pályafutását a helyi Landskrona BoIS akadémiájánál kezdte.
2019-ben debütált a Landskrona harmadosztályban szereplő felnőtt keretében. 2020-ban az első osztályú Elfsborghoz igazolt. Először a 2020. június 14-ei, Göteborg ellen 1–0-ra megnyert mérkőzés 76. percében, Rasmus Alm cseréjeként lépett pályára. Első gólját 2020. július 23-án, a Mjällby ellen idegenben 5–0-ás győzelemmel zárult találkozón szerezte meg. 2023. július 1-jén szerződést kötött a belga első osztályban érdekelt Antwerp együttesével.

### A válogatottban
Ondrejka az U17-es és az U21-es korosztályú válogatottakban is képviselte Svédországot.
2023-ban debütált a felnőtt válogatottban. Először 2023. január 12-én, Izland ellen 2–1-es győzelemmel zárult barátságos mérkőzésen lépet pályára és egyben megszerezte első válogatott gólját is.

## Statisztikák
2023. július 30. szerint
| Klub     | Szezon   | Osztály        | Bajnokság | Bajnokság | Kupa  | Kupa | Nemzetközi | Nemzetközi | Összesen | Összesen |
| Klub     | Szezon   | Osztály        | Meccs     | Gól       | Meccs | Gól  | Meccs      | Gól        | Meccs    | Gól      |
| -------- | -------- | -------------- | --------- | --------- | ----- | ---- | ---------- | ---------- | -------- | -------- |
| Elfsborg | 2020     | Allsvenskan    | 21        | 1         | 3     | 0    | —          | —          | 24       | 1        |
| Elfsborg | 2021     | Allsvenskan    | 28        | 3         | 3     | 1    | 3          | 0          | 34       | 4        |
| Elfsborg | 2022     | Allsvenskan    | 30        | 4         | 6     | 5    | 2          | 0          | 38       | 9        |
| Elfsborg | 2023     | Allsvenskan    | 12        | 7         | 0     | 0    | —          | —          | 12       | 7        |
| Elfsborg | Összesen | Összesen       | 91        | 15        | 12    | 6    | 5          | 0          | 108      | 21       |
| Antwerp  | 2023–24  | Jupiler League | 1         | 0         | 1     | 0    | 0          | 0          | 2        | 0        |
| Összesen | Összesen | Összesen       | 92        | 15        | 13    | 6    | 5          | 0          | 110      | 21       |

### A válogatottban
| Válogatott | Év       | Pályára lépés | Gól |
| ---------- | -------- | ------------- | --- |
| Svédország | 2023     | 1             | 1   |
| Összesen   | Összesen | 1             | 1   |

#### Góljai a válogatottban
| # | Időpont          | Helyszín                          | Ellenfél | Gólok | Eredmény | Kiírás              |
| - | ---------------- | --------------------------------- | -------- | ----- | -------- | ------------------- |
| 1 | 2023. január 12. | Algarve Stadion, Faro, Portugália | Izland   | 2–1   | 2–1      | Barátságos mérkőzés |

## Sikerei, díjai
Antwerp
- Belga Szuperkupa
  - Győztes (1): 2023